# Federação das Indústrias do Estado de Mato Grosso do Sul
A Federação das Indústrias do Estado de Mato Grosso do Sul, também conhecida pelo acrónimo FIEMS, é a representação do empresariado industrial  de Mato Grosso do Sul. Sua sede localiza-se em Campo Grande. Suas ações estão voltadas para a promoção e o desenvolvimento da economia do estado assumindo o compromisso de constituir-se de uma fonte de instrumentos de competitividade.
É uma das organizadoras do Expo Paraguay Brasil, juntamente com a Secretaria de Estado de Meio Ambiente, Desenvolvimento Econômico, Produção e Agricultura Familiar (Semagro-MS) e o Serviço de Apoio às Micro e Pequenas Empresas de Mato Grosso do Sul (Sebrae-MS). e em parceria com o SESI, da Ação Global.

## Sistema FIEMS
Seu sistema inclui:
- Centro de Eventos Albano Franco
- Serviço Social da Indústria (Sesi): presta assistência social a toda a indústria.
- Serviço Nacional de Aprendizado Industrial (Senai): é o maior centro de formação de técnicos voltados para à indústria.
- Sindicatos
- Indústrias regionais e nacionais
- Empresas
- Câmaras e associaçoes de comércio
- Empresas de serviço.